# Guyana ai Giochi della XXXII Olimpiade
La Guyana ha partecipato ai Giochi della XXXII Olimpiade, che si sono svolti a Tokyo, Giappone, dal 23 luglio all'8 agosto 2021 (inizialmente previsti dal 24 luglio al 9 agosto 2020 ma posticipati per la pandemia di COVID-19) con 7 atleti, 3 uomini e 4 donne.

## Delegazione
| Sport            | Uomini | Donne | Totale |
| ---------------- | ------ | ----- | ------ |
| Atletica leggera | 1      | 2     | 3      |
| Nuoto            | 1      | 1     | 2      |
| Pugilato         | 1      | -     | 1      |
| Tennistavolo     | -      | 1     | 1      |
| Totale           | 3      | 4     | 7      |

## Risultati

### Atletica leggera
Eventi su pista e strada
| Atleta            | Evento          | Batteria  | Batteria  | Semifinale      | Semifinale      | Finale          | Finale          |
| Atleta            | Evento          | Risultato | Posizione | Risultato       | Posizione       | Risultato       | Posizione       |
| ----------------- | --------------- | --------- | --------- | --------------- | --------------- | --------------- | --------------- |
| Emanuel Archibald | 100 m maschili  | 10"30     | 2º Q      | 10"41           | 9º              | Non qualificato | Non qualificato |
| Jasmine Abrams    | 100 m femminili | 11"49     | 7ª        | Non qualificata | Non qualificata | Non qualificata | Non qualificata |
| Aliyah Abrams     | 400 m femminili | 51"44     | 4ª q      | 51"46           | 7ª              | Non qualificata | Non qualificata |

### Nuoto
| Atleta        | Evento                      | Batterie | Batterie  | Semifinali      | Semifinali      | Finale          | Finale          |
| Atleta        | Evento                      | Tempo    | Posizione | Tempo           | Posizione       | Tempo           | Posizione       |
| ------------- | --------------------------- | -------- | --------- | --------------- | --------------- | --------------- | --------------- |
| Andrew Fowler | 100 m stile libero maschili | 55"23    | 67º       | Non qualificato | Non qualificato | Non qualificato | Non qualificato |
| Aleka Persaud | 50 m stile libero femminili | 27"76    | 55ª       | Non qualificata | Non qualificata | Non qualificata | Non qualificata |

### Pugilato
| Atleta          | Evento              | 16-esimi             | Ottavi               | Quarti               | Semifinali           | Finale               | Pos.            |
| Atleta          | Evento              | Avversario Punteggio | Avversario Punteggio | Avversario Punteggio | Avversario Punteggio | Avversario Punteggio | Pos.            |
| --------------- | ------------------- | -------------------- | -------------------- | -------------------- | -------------------- | -------------------- | --------------- |
| Keevin Allicock | Pesi piuma maschile | de la Cruz P 0–5     | Non qualificato      | Non qualificato      | Non qualificato      | Non qualificato      | Non qualificato |

### Tennistavolo
| Atleta          | Evento            | Preliminari          | Round 1              | Round 2              | Round 3              | Ottavi               | Quarti               | Semifinali           | Finale               | Pos.            |
| Atleta          | Evento            | Avversario Punteggio | Avversario Punteggio | Avversario Punteggio | Avversario Punteggio | Avversario Punteggio | Avversario Punteggio | Avversario Punteggio | Avversario Punteggio | Pos.            |
| --------------- | ----------------- | -------------------- | -------------------- | -------------------- | -------------------- | -------------------- | -------------------- | -------------------- | -------------------- | --------------- |
| Chelsea Edghill | Singolo femminile | Yee V 4–1            | Yu-bin P 0–4         | Non qualificata      | Non qualificata      | Non qualificata      | Non qualificata      | Non qualificata      | Non qualificata      | Non qualificata |